# Nao Kusaka
Nao Kusaka (japanisch 日下 尚 Kusaka Nao; * 20. November 2000 in Takamatsu) ist ein japanischer Ringer.

## Karriere
Kusaka begann bereits im Alter von drei Jahren mit dem Ringen. 2019 nahm er ein Studium an der Japanischen Sportuniversität auf. Seinen ersten internationalen Medaillenerfolg erzielte er 2022 mit Bronze bei der U23-Weltmeisterschaft im griechisch-römischen Weltergewicht.
2023 folgte Bronze bei den Weltmeisterschaften, 2024 wurde er sowohl Asienmeister als auch Olympiasieger in dieser Gewichtsklasse. Für seine sportlichen Verdienste erhielt er im selben Jahr die Ehrenmedaille am Violetten Band.
Seit 2025 arbeitet Kusaka für das japanische Unternehmen Maruhan.